# Herqueville (Eure)
Herqueville è un comune francese di 149 abitanti situato nel dipartimento dell'Eure nella regione della Normandia.

## Società

### Evoluzione demografica
Abitanti censiti